# Pont Alexandra
Le pont Alexandra (en anglais : Alexandra Bridge) ou pont Interprovincial (en anglais : Interprovincial Bridge), est un pont à poutres cantilever qui traverse la rivière des Outaouais, près du Musée des beaux-arts du Canada et du Musée canadien de l'histoire, reliant les villes de Gatineau, au Québec et la capitale canadienne d'Ottawa, en Ontario. Selon Travaux publics et Services gouvernementaux Canada, près de 15 000 voitures empruntent le pont chaque jour.
Le pont Alexandra a été le plus long pont à poutres cantilever au Canada. Il a perdu son titre lors de la construction du pont de Québec. Il est désigné comme lieu historique national par la Société canadienne de génie civil (en). En 1901, le pont a été renommé en l'honneur de la reine Alexandra, épouse du roi Edouard VII, lors de la visite du couple royal à Ottawa.

## Histoire

### Construction
La construction du pont, terminée en 1901, a été le fruit des compagnies de transport ferroviaire de la région, la Pontiac and Pacific Junction et le Chemin de fer de la Vallée de la Gatineau. La Hull Electric l'a utilisé pour relier le réseau de tramway d'Aylmer, de Hull à celui d'Ottawa.

### Histoire des réfections
À la fin des années 1950, le pont Alexandra est converti de pont ferroviaire en pont pour trafic routier et pédestre.
En 1975, on remplace et réaménage toutes les aires du tablier.
En 2009-2010, on remplace à nouveau le tablier du pont et on renforce la structure d'acier, les piliers et les culées, notamment contre les effets vibratoires. Les travaux sont confiés à l'entreprise McCormick Rankin Corporation.
En 2017, à la suite d'une évaluation ayant révélé une détérioration due à la corrosion de la structure en acier, des réparations ont été planifiées. En 2018, une analyse des coûts a suggéré que le remplacement du pont serait moins perturbateur et moins coûteux que son entretien. L’année suivante, le gouvernement canadien a ordonné le remplacement du pont d’ici 2032, une décision contestée par des ingénieurs à l'emploi même du gouvernement.
En 2020, la Coalition pour le pont Alexandra est formée pour s’opposer à la décision précipitée de démolir ce monument. La Coalition demande des études indépendantes menées par des ingénieurs spécialisés en conservation afin d’évaluer les options de préservation viables.
En octobre 2023, le pont a été fermé à la circulation automobile pour permettre les réparations identifiées en 2017, tandis que la circulation active (piétons et cyclistes) est demeurée permise. La fermeture à la circulation automobile devait initialement prendre fin à l’automne 2024, mais elle a été prolongée jusqu’en février 2025. Le pont a rouvert à la circulation automobile le 25 février 2025.
Le projet de remplacement du pont est toujours en phase de planification. Plusieurs concepts ont été soumis tandis que les évaluations des impacts environnementaux et culturels sont en cours. La démolition du pont historique et la construction de son remplacement sont prévues pour commencer en 2028.
Un concept final a été sélectionné en janvier 2025 parmi trois options présentées au public, bien que ce soit celui qui avait reçu le moins de soutien lors des consultations publiques.

## Galerie

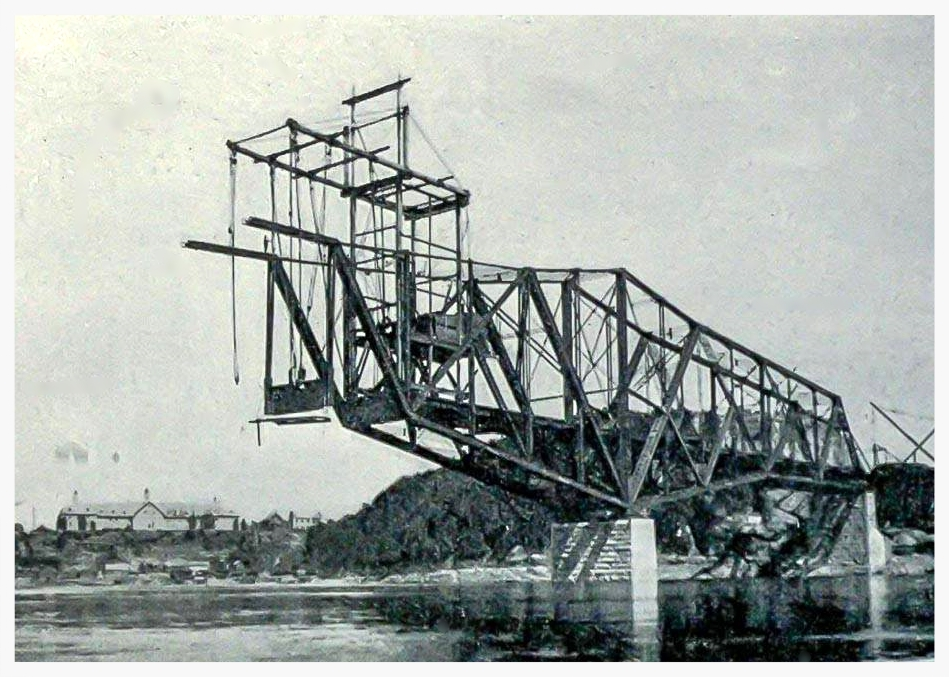
En cours de construction, 1900
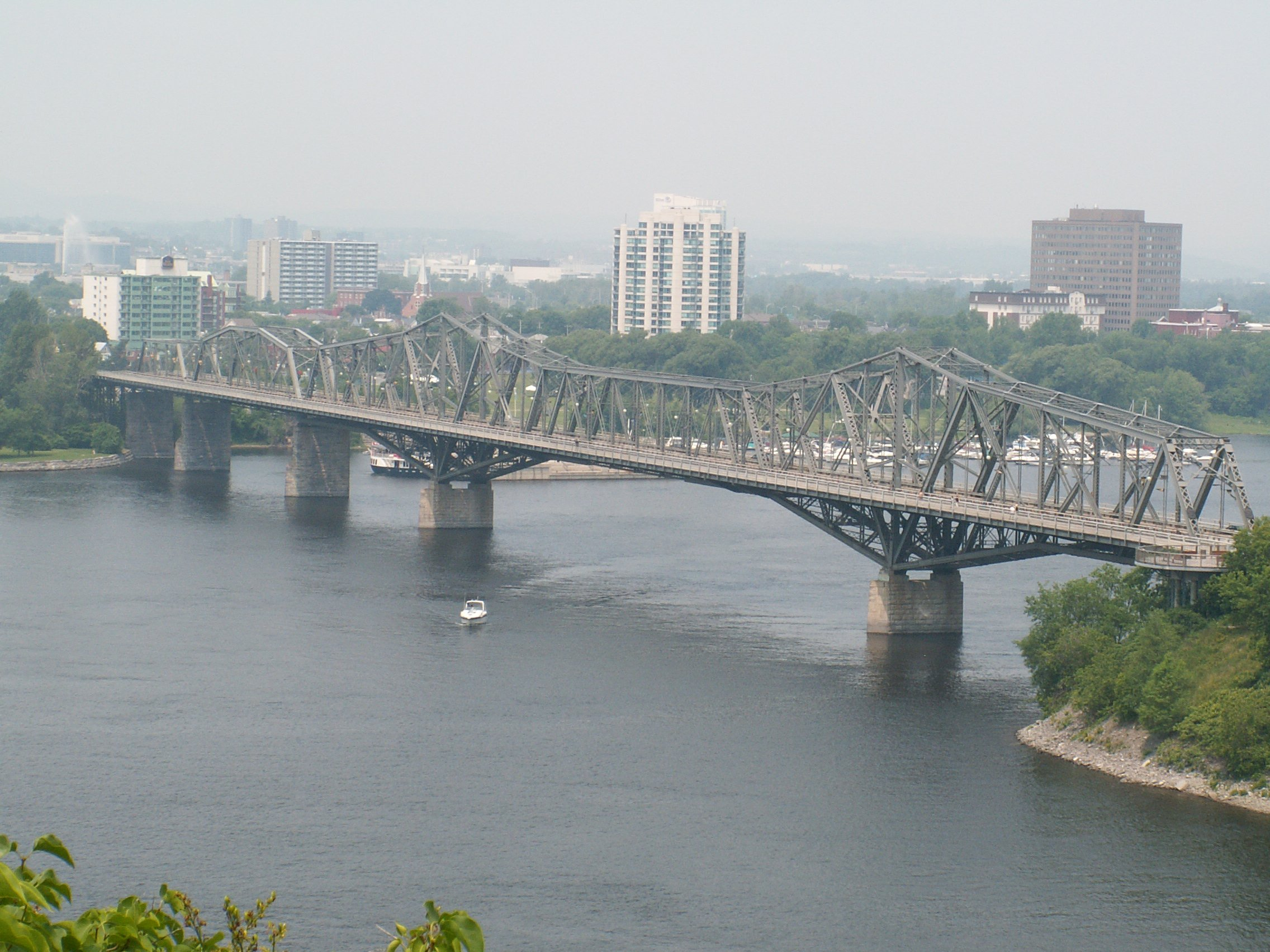
Vue aérienne
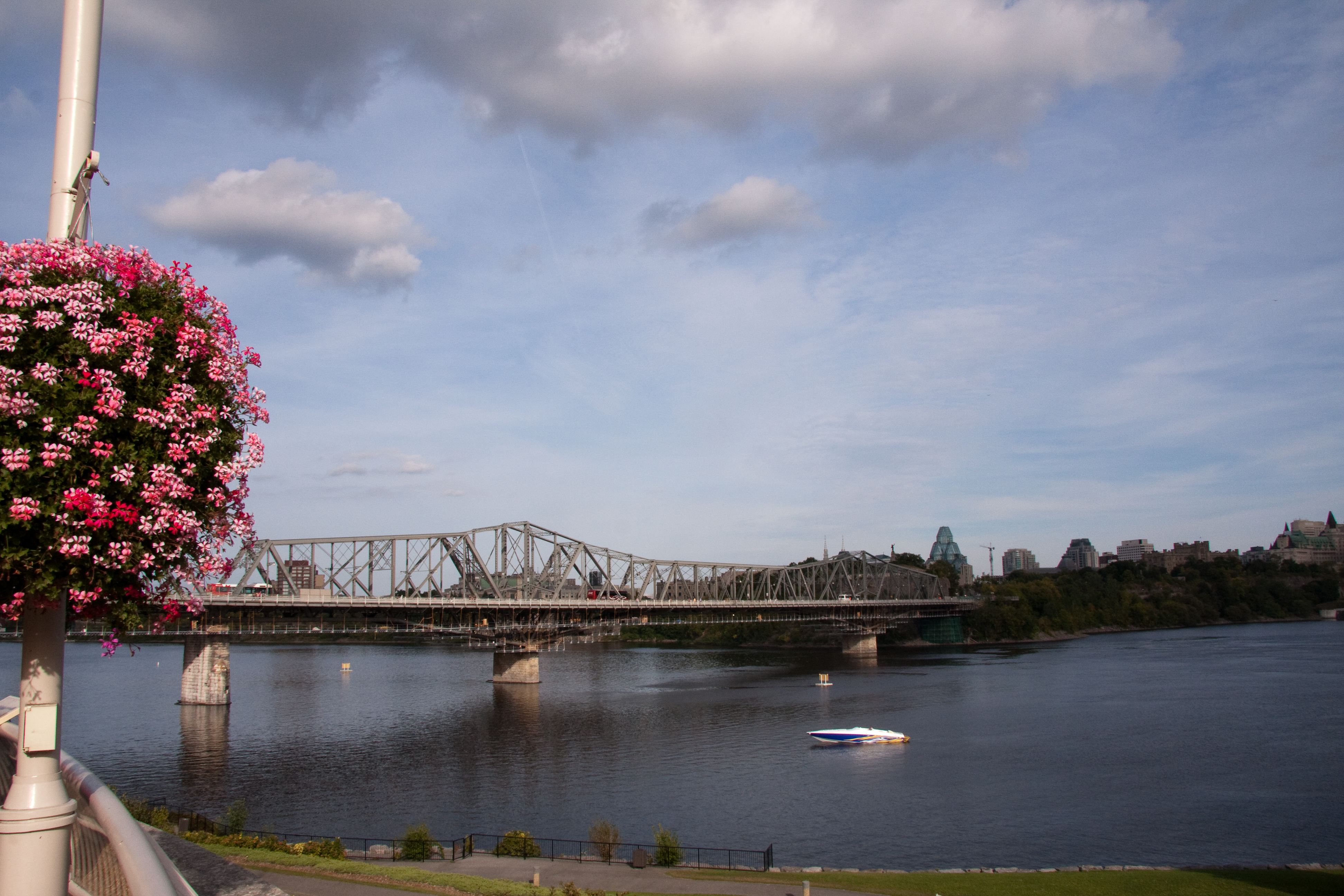
Le pont vu depuis le parc Jacques-Cartier de Gatineau